# Lesnoje Ukołowo (obwód biełgorodzki)
Lesnoje Ukołowo (ros. Лесное Уколово) – wieś (ros. село, trb. sieło) w Rosji, w obwodzie biełgorodzkim, w rejonie krasnienskim. Centrum administracyjne osiedla wiejskiego Lesnoukołowskoje.

## Geografia
Miejscowość jest położona na wschód od wsi Krasnoje, przy granicy z obwodem woroneskim, na północny wschód od miasta Biełgorod.

## Demografia
W 2010 roku wieś zamieszkiwały 864 osoby.